# Synagoga Kortisa we Lwowie
Synagoga Kortisa we Lwowie – synagoga, która znajdowała się we Lwowie przy ulicy Żółkiewskiej 109, obecnie zwanej Chmielnickiego.
Synagoga została zbudowana w 1854 roku z inicjatywy Towarzystwa Homel Chesed. W 1911 roku została ona gruntownie przebudowana według projektu architekta Leopolda Reissa w stylu orientalnym. Podczas II wojny światowej, po wkroczeniu wojsk niemieckich do Lwowa w 1941 roku, synagoga została doszczętnie zniszczona. Po zakończeniu wojny nie została odbudowana.